# Nhà kính

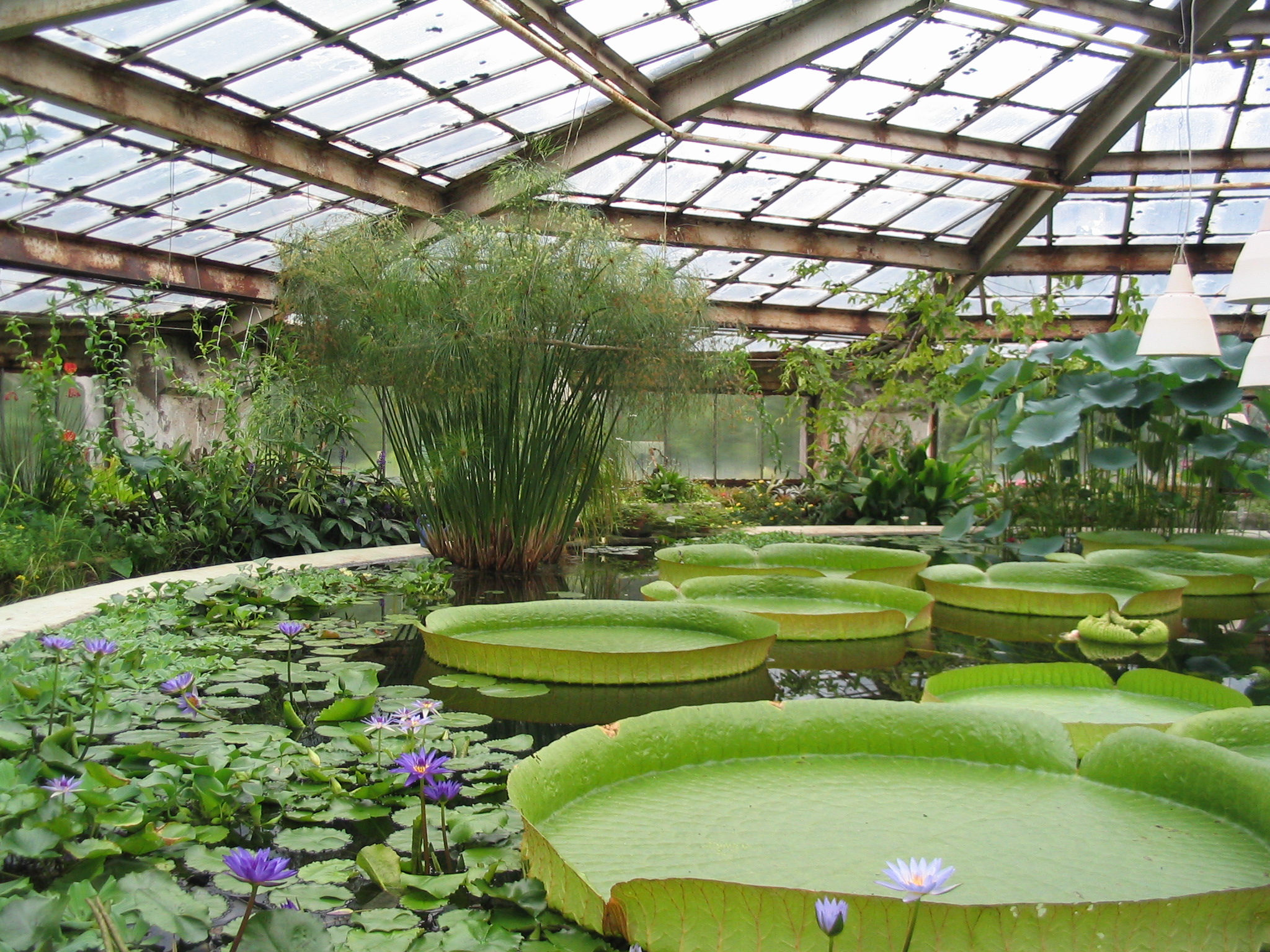
Cây sen khổng lồ Amazon (Victoria amazonica) bên phải trong một nhà kính lớn tại vườn bách thảo Sankt-Peterburg, Nga.

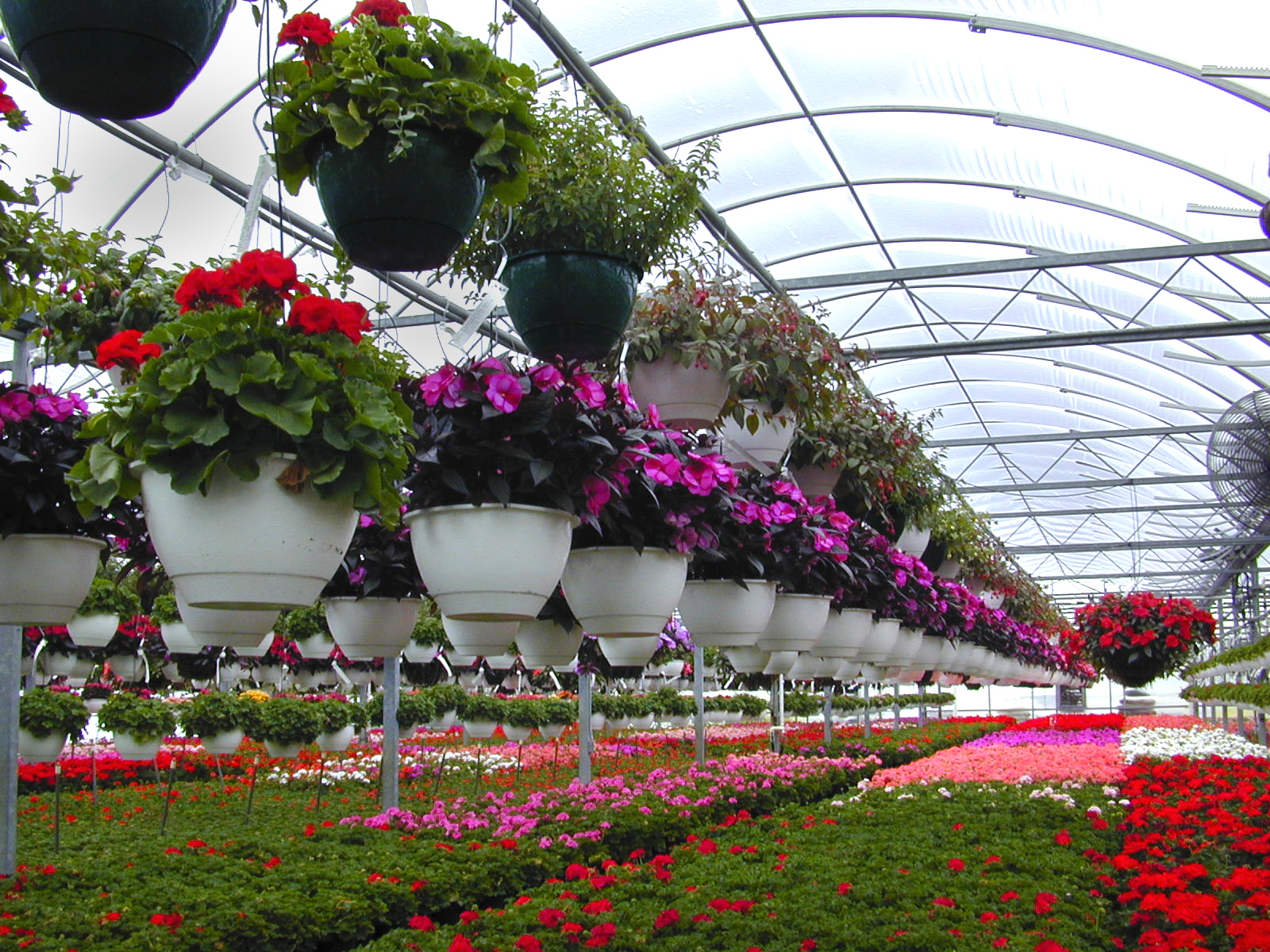
Một nhà kính trồng hoa

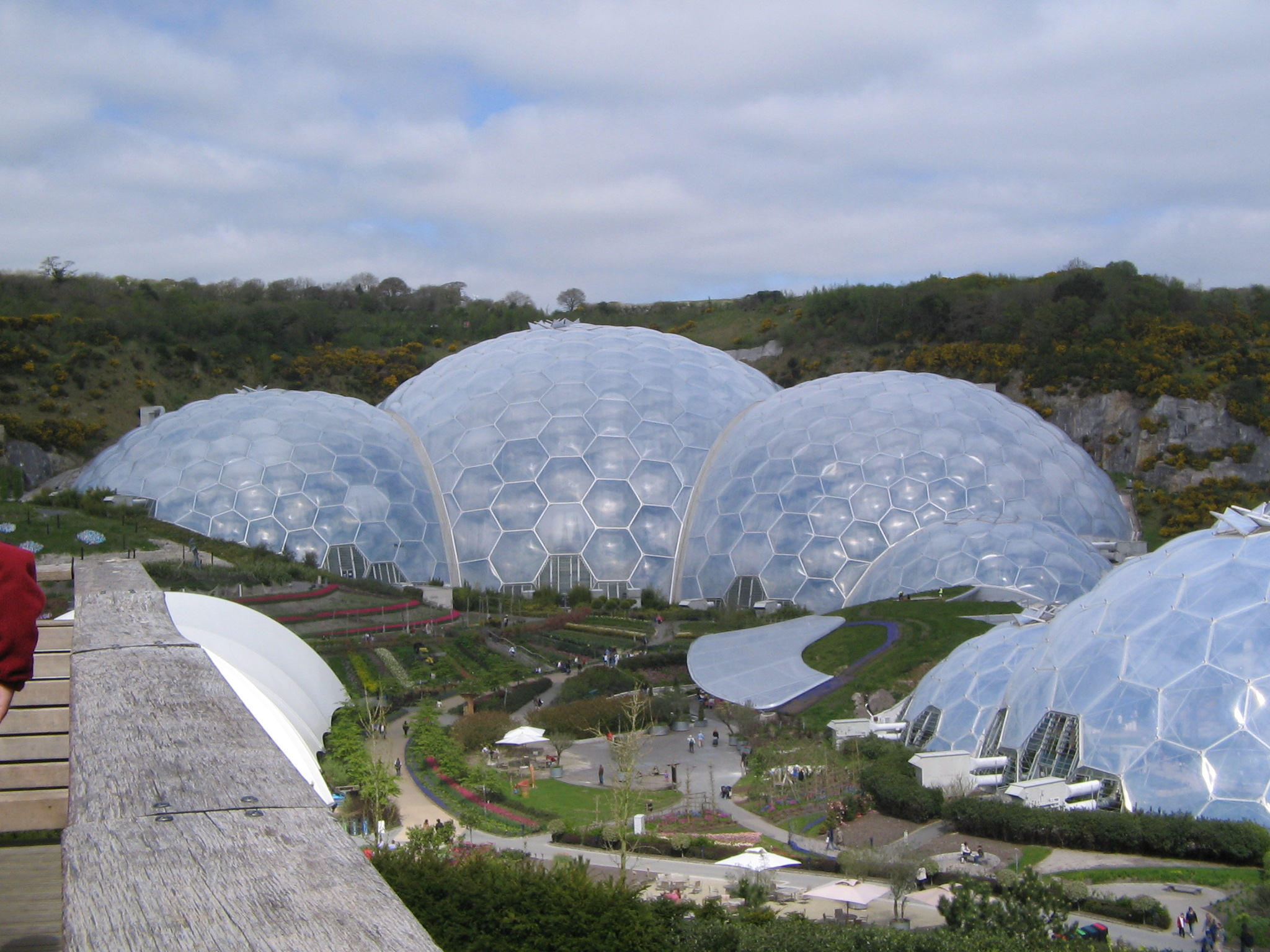
The Eden Project, ở Cornwall, Anh.

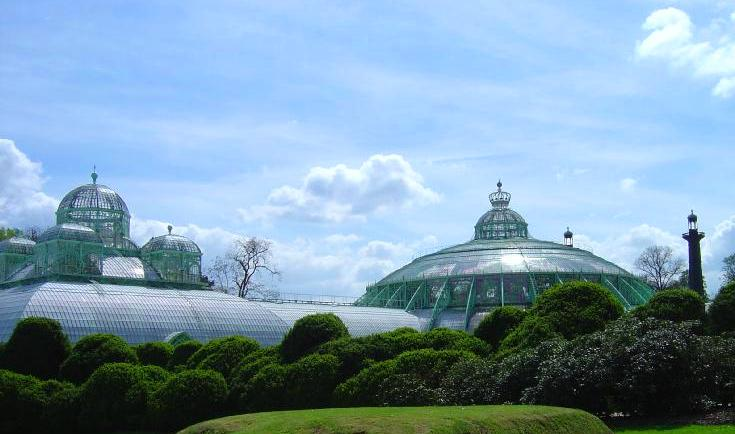
The Royal Greenhouses of Laeken, Bruxelles, Bỉ. Một thí dụ kiến trúc nhà kính của thế kỷ 19

Nhà kính là công trình thường có tường và mái được làm bằng kính (hoặc vật liệu tương tự) dùng để trồng rau quả để tránh tác động nhất thời của thời tiết như mưa to gió mạnh. Vì nhà kính có mái và tường bằng kính hoặc nhựa nên chúng có khả năng tự nóng lên do bức xạ nhìn thấy được của mặt trời khi đi qua lớp kính trong suốt bị hấp thụ bởi thực vật, đất đai và những thứ khác bên trong nhà kính.
Không khí được làm ấm bởi nhiệt từ những bề mặt nóng bên trong được giữ lại bởi mái nhà và những bức tường. Thêm vào đó, những cây cối và cấu trúc bên trong nhà kính sau khi được làm ấm lại bức xạ lần nữa nhiệt năng của chúng trong dải quang phổ hồng ngoại. Do có thể điều chỉnh được nhiệt độ, cũng như việc tưới nước duy trì độ ẩm nhất định nên có thể quy định được khí hậu trong nhà kính. Khu vườn ngoài trời và trong nhà kính có lợi thế và bất lợi khác nhau tùy thuộc vào nhu cầu và yêu cầu cụ thể của người làm vườn. Cũng có những lợi thế và bất lợi cho các loại nhà kính được sử dụng.

## Đặc điểm

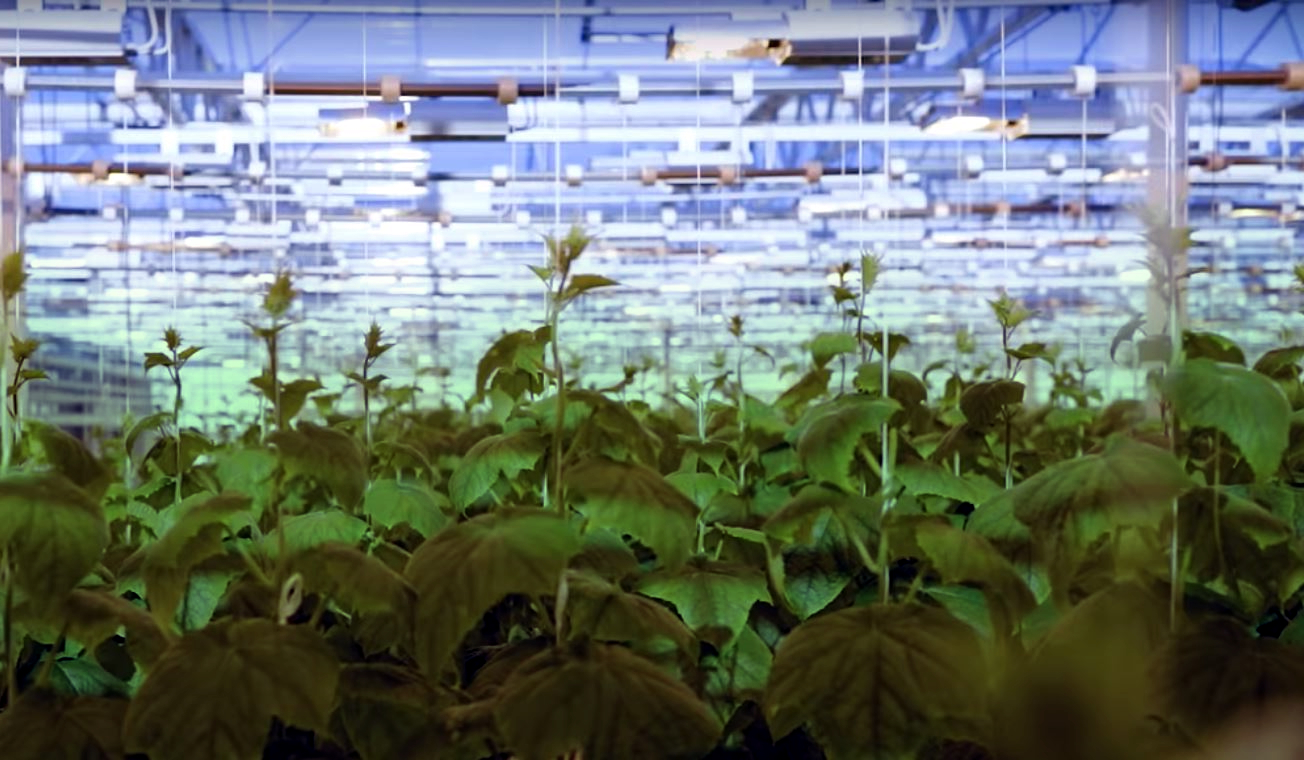
Đèn nhiệt tại một nhà kính ở Närpes, Phần Lan.

### Mùa vụ
Sử dụng nhà kính để mở rộng trồng trọt. Điều này giúp trồng sớm và thu hoạch trễ. Sử dụng nhà kính để trồng nhiều loại thực vật vì khả năng điều khiển chính xác khí hậu và đất. Quản lý là cần thiết cho nhà kính trong những tháng nghỉ ngơi để đảm bảo điều kiện thích hợp được duy trì. 

### Điều kiện
Sử dụng nhà kính là một lợi thế cho việc kiểm soát sâu bệnh. Kiểm soát nấm hoặc vi khuẩn trong không khí từ các nguồn bên ngoài, chúng vẫn có thể nhập vào nhà kính nếu gió được phép vào nhà kính. Kiểm soát chính xác nhiệt độ và điều kiện phát triển là cần thiết cho phát triển thảm thực vật chung cho các vùng đang phát triển. Giống cây trồng trong nhà kính khi bạn muốn tránh hạt bị thổi bay đi hoặc bị chim và động vật ăn. 

### Cấu trúc
Sử dụng kính thủy tinh cho một cấu trúc lâu dài là cần thiết. Sử dụng polyhouses (màng nhà kính PE) khi cần di chuyển thuận lợi, bởi vì trọng lượng nhẹ và dễ dàng hơn để di chuyển đến một vị trí mới. Nhà kính có thể được xây dựng như một phần của nơi cư trú, vì vậy bạn không bao giờ rời khỏi nhà để làm việc trong vườn. Trong lòng đất vườn tốt nhất cho việc tích hợp vào cảnh quan hiện tại. 

### Vị trí
Khu vườn ngoài trời có thể được điều chỉnh, thích nghi và thay đổi theo nhu cầu cụ thể trong khi nhà kính thì xây dựng cố định. Sử dụng một  nhà kính đối với nơi làm vườn là hạn chế về đất đai hoặc không gian. Thiết lập nhà kính ở các khu vực mở nơi ánh sáng mặt trời đầy đủ có thể được sử dụng; nhà kính phải có ánh sáng mặt trời trực tiếp là phương tiện phát triển hiệu quả. Yêu cầu quy hoạch có thể được hạn chế hơn. 

### Bảo trì
Nhà kính có thể yêu cầu bảo dưỡng lớn hơn so với đất vườn như cách chống lại nhiệt độ lạnh và gió mạnh. Trong khi đất vườn bị nhiều cỏ dại và kiểm soát dịch hại nhưng có thể được duy trì bằng cách sử dụng phương pháp cơ học trong khi nhà kính cần làm cỏ tay và phòng ngừa. Nhà kính có nhiều chịu khô hạn hơn đất vườn nhưng có thể xây dựng nhiệt độ một cách nhanh chóng vì không gian hạn chế. 

### Chi phí
Xây dựng một nhà kính sẽ đắt hơn trong các thiết lập ban đầu so với bắt đầu một khu vườn trên mặt đất. Chi phí phát triển có thể được mở rộng thông qua một khung thời gian lớn hơn bằng cách sử dụng hiệu ứng nhà kính. Chi phí của thất bại có thể cao hơn với trên đất vườn do điều kiện môi trường không kiểm soát được. Chi phí cây trồng có thể được giảm bằng cách sử dụng hiệu ứng nhà kính vì vấn đề môi trường có thể được kiểm soát.
Chi phí xây dựng nhà kính có thể thay đổi rất nhiều vì các vật liệu có sẵn. Sử dụng màng nhà kính PE polyethylene (polyhouse) nhà kính cho chi phí thấp hơn trong việc xây dựng và sưởi ấm. Cho điều kiện ánh sáng giảm và tăng độ ẩm khi sử dụng loại nhà kính so với một nhà kính thủy tinh. Kính nhà kính đóng khung làm tăng chi phí phát triển. Ưu điểm của kính so với polyethylene là lượng ánh sáng truyền qua với cây trồng và bảo vệ từ thời tiết.

## Phân loại
Nhà kính thường được phân chia thành hai loại, nhà bằng kính và nhựa. Nhựa được sử dụng chủ yếu là polyetylen, polycacbonat hoặc PMMA poly(methyl methacrylate).